# Narciso Pezzotti
Narciso Pezzotti (Offanengo, 8 luglio 1942) è un allenatore di calcio ed ex calciatore italiano.

## Carriera

### Giocatore
Come calciatore ha giocato come attaccante prevalentemente in Serie C, poi fu costretto ad interrompere la sua carriera a causa di un brutto infortunio ad un ginocchio.

### Allenatore
Dopo aver preso il patentino di allenatore diviene tecnico prima della Solbiatese, poi del Como ed infine dell'Empoli.
Dal 1982 inizia a lavorare come Vice di grandi allenatori: fino al 1984 è il vice di Eugenio Bersellini al Torino, in seguito lo è di Vujadin Boškov prima alla Sampdoria e poi alla Roma (con il tecnico slavo da un punto di vista formale Pezzotti risulta "allenatore" poiché infatti Boskov ricopriva il ruolo di Direttore Tecnico).
Dal 1994 comincia il sodalizio con Marcello Lippi, che segue alla Juventus, all'Inter, nuovamente in bianconero e poi anche in Nazionale. È quindi il principale collaboratore di Lippi durante il trionfo mondiale del 2006 (dal 16 luglio 2004 al 12 luglio 2006) e lo affianca nuovamente in azzurro dal 26 giugno 2008 al 1º luglio 2010. Lo segue poi anche nell'esperienza cinese: dal 17 maggio 2012 diventa infatti collaboratore tecnico del Guangzhou Evergrande, squadra della Chinese Super League.

## Palmarès

### Giocatore
- Serie D: 1

Chieti: 1966-1967

### Allenatore

#### Competizioni nazionali
- Campionato italiano: 1

Sampdoria: 1990-1991

#### Competizioni internazionali
- Coppa delle Coppe: 1

Sampdoria: 1989-1990